# اینشینبروک، کبک
اینشینبروک (به فرانسوی: Hinchinbrooke) شهری در منطقه شهری لو او-سن-لوران ناحیه مونترژی در استان کبک کانادا است. در سرشماری سال ۲۰۱۱ این شهر ۲٬۴۲۵ نفر جمعیت داشته‌است و مساحت آن ۱۴۸٫۹۵ کیلومتر مربع است.